# Girl in Mirror
Girl in Mirror (às vezes Girl in the Mirror; A Garota no Espelho, na tradução literal) é uma pintura de arte pop de 1964 feita por Roy Lichtenstein que se considera existir entre oito e dez edições. Uma das edições esteve numa ação judicial de catorze milhões de dólares referente à uma venda de 2009, enquanto outra foi vendida em 2010 por 4.9 milhões. Embora use pontos Ben-Day, como muitos outros trabalhos do pintor, a obra foi inspirada pelo Metropolitano de Nova Iorque em vez de um trabalho de história em quadrinhos.

## Análises
Assim como muitos de seus trabalhos, aqui Lichtenstein usou pontos Ben-Day, apesar da inspiração ter vindo do difícil acabamento reflexivo dos sinais do sistema do metrô de Nova Iorque, que, por sua vez, também inspiraram seus trabalhos subsequentes feitos em cerâmica. O esmalte facilitou ainda mais uma aparência mais mecânica do que suas outras pinturas de duas dimensões. Após 1963, as mulheres [das obras do pintor que foram] baseadas em quadrinhos "... têm um semblante intenso, nítido, frágil e são uniformemente modestas, como que se todas tivessem saído da mesma paleta de maquiagem", disse o artista John Coplans, concluindo, "Este exemplo em particular é um dos vários em que é trabalhado tão de perto que o cabelo ultrapassa para além das bordas da tela".

## Edições
Uma edição desta pintura foi motivo de disputa legal envolvendo uma venda em 2009 sem consentimento. Outra edição (versão especial) foi vendida em leilão no Christie's (New York, Rockefeller Plaza) por 4.898.500 de dólares, em 10 de novembro de 2010, embora esperava-se que fosse vendida na faixa de 3 a 4 milhões. De acordo com publicações, existem oito edições de Girl in Mirror, no entanto, Clare Bell, da Fundação Roy Lichtenstein, disse que "os registros de inventário da Galeria Leo Castelli, onde Lichtenstein apresentou a obra na década de 1960, dizem que pode haver dez versões do trabalho, [e] algumas delas têm a comprovação". Uma edição foi exibida na Galeria Gagosian, Nova Iorque, em 2008. Houve três vendas em leilões anteriores na Sotheby's de Nova Iorque: em 5 de maio de 1986, por cem  mil dólares (versão martelo/normal); 4 de maio de 1987, por 150 mil (versão martelo/normal) e 15 de maio de 2007, por 3.600.000 (martelo)/4.072.000 (especial).

## Processo judicial de 2012

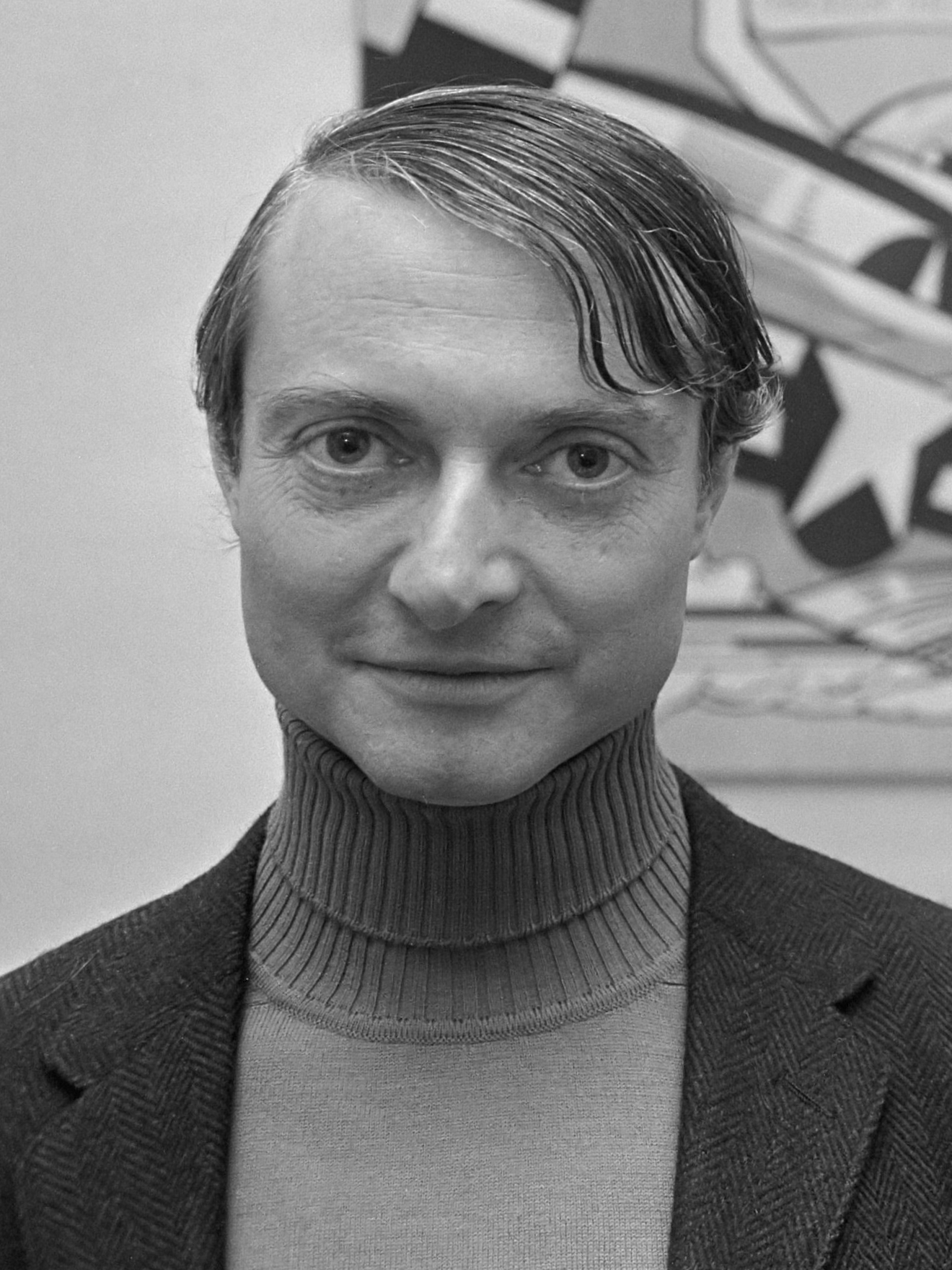
Lichtenstein em 1967.

Em 18 de janeiro de 2012, um processo foi arquivado em Manhattan no Tribunal do Estado de Nova Iorque sobre um caso relacionado a dois casos federais anteriores. O processo alegava a falta de consentimento e a falsa representação fraudulenta da condição da pintura. O processo foi de catorze milhões de dólares, incluindo dez milhões em danos punitivos. Jan Cowles, de 93 anos, afirmou que "em 2008, seu filho Charles Cowles, negociante de arte da cidade, enviou uma versão de Girl in Mirror para o comerciante de arte Larry Gagosian sem a sua permissão e este a vendeu. No processo afirmou-se que Gagosian declarara enganosamente que a pintura fora danificada e vendida entre agosto e dezembro de 2009 por dois milhões, muito abaixo do preço estabelecido por Cowles. A denúncia também declarou que, ao pagar a Cowles sua parcela da venda da pintura, Gagosian também aumentou a própria comissão. Os documentos judiciais acreditavam que o acordo original era para Gagosian vender a pintura por mais de três milhões e sua comissão seria de 500 mil dólares. Em vez disso, nas palavras da autora do processo, Gagosian vendeu por 2 milhões e recebeu um milhão de comissão, ou seja, enquanto Cowles esperava receber 2.5 milhões da venda, só recebeu um milhão. Na edição apresentada durante o verão 2008, a exposição "Roy Lichtenstein: Girls" foi mostrada na Galeria Gagosian; em um ponto, a galeria possuiu duas edições de Girl in Mirror, uma das quais foi danificada. A conclusão do processo foi que a versão de Cowles não foi viável e que a obra estava intacta, e que ela aparentemente processou Gagosian na esperança de ganhar dinheiro para pagar pelo menos parte de uma grande dívida de seu filho.

## Recepção
O The New York Times observou que este é um exemplo da habilidade de Lichtenstein de "glorificar a mulher americana, dando imagens inócuas de seu próprio ser genérico e suas emoções dolorosas, assim como seu intenso poder formal". Forjar um pequeno fragmento da imagem no espelho serve para um propósito artístico. "Seções extraordinárias, como a do cabelo que cai ao rosto semi-refletido da menina no espelho, têm o objetivo de intensificar o conteúdo principal", disse o crítico italiano Alberto Boatto.